# 希馬阿瓦霍
19°7′48″N 70°22′48″W / 19.13000°N 70.38000°W
希馬阿瓦霍（西班牙語：Jima Abajo），是多明尼加共和國的城鎮，位於該國中部，由拉維加省負責管轄，面積132.72平方公里，海拔高度100米，2012年人口29,685，人口密度每平方公里220人。